# Hiksi
Hiksi (egipatski heka khasewet "Hedi") su bili etnička mješavina južnoazijskih ili semitskih naroda koji su se pojavili u istočnoj Delti Nila za vrijeme drugog prijelaznog perioda. Došli su na vlast za vrijeme drugog prijelaznog perioda Egipta, a vladali su Donjim i Srednjim Egiptom više od stotinu godina. Osnovali su petnaestu i šesnaestu egipatsku dinastiju oko 1674. – 1548. pr. Kr.
Obično se samo šest vladara šesnaeste dinastije naziva Hiksima. Imena Hiksa vrlo su slična kanaanskim imenima, a arheolozi smatraju da se Kanaanci ne mogu razlikovati od Feničana. Hiksi su uveli nova oružja u Egipat, najpoznatiji su bili uslojeni (kompozitni) luk i kočije koje su vukli konji.
Vjeruje se da su brojni prinčevi šesnaeste dinastije bili iz redova Hiksa, Azijskih Semita i lokalnih egipatskih prinčeva. Imena Hiksa iz petnaeste dinastije poznata su s egipatskih spomenika, skaraba i Manethovog djela, koje je napisano za vrijeme Ptolomeja II.

## Tko su bili Hiksi?
Pojam "Hiksi" dolazi iz izraza heka khasewet "Hedi" (vladari stranih zemalja), koji se u egipatskim tekstovima koristio da bi se opisali vladari susjednih zemalja. Ovaj izraz pojavljuje se već u kasnoj Staroj državi, a odnosi se na razne Nubijske vojskovođe, te u Srednjoj državi gdje se odnosi na beduinske vojskovođe Sirije i Canaana.  Prihvaćeno je mišljenje da se samo šest vladara naziva Hiksima jer, ne samo da nose vladarske titule, već ih i Manetho naziva Hiksima. Također je prihvaćeno mišljenje da je tih šest vladara vladalo Egiptom oko 108 godina.
Wolfgang Helck je tvrdio da su Hiksi bili dio masivne hurijske i Indo-arijske migracije na Bliski istok. Prema Helcku, Hiksi su bili Hurijci te dio Hurijskog carstva koje se, tvrdio je, u tom razdoblju protezalo većim dijelom Zapadne Azije.  
Nisu pouzdano poznata imena, slijed pa čak ni ukupan broj vladara petnaeste dinastije. Imena se pojavljuju u hijeroglifima na spomenicima i malim objektima kao što su poklopci posuda i skarabi. U slučajevima kada se razni dijelovi imena ne nalaze na istom predmetu, ne može se utvrditi jesu li to dva imena iste osobe. Ovo razdoblje egipatske povijesti je kronološka noćna mora koju može riješiti samo neki novi arheološki nalaz kojem se može odrediti starost.
Manethova povijest Egipta poznata samo kroz prepiske kao što je prepiska Josipa Flavija. Ti izvori ne navode imena šestoro vladara istim redom. Iskrivljeni rukopis čini stvari još kompliciranijima jer čini rukopise beskorisnima s kronološkog stajališta. Nema vidljive veze između većine ovih imena  (Salitis, Beon/Bnon, Apachnan/Pachnan, Annas/Staan, Apophis, Assis/Archles) i egipatskih imena koja se javljaju na skarabima i ostalim objektima. Hijeroglifska imena petnaeste dinastije kakva su poznata sa spomenika, skaraba i ostalih predmeta su:
1. Sa-kha-en-ra Shalik (Svako ime pronađeno zasebno.)
2. Ma-ib-ra Sheshy (?) (Svako ime pronađeno zasebno.)
3. Mer-woser-ra Yaqob-her (Oba imena pronađena zajedno na skarabu.)
4. Se-woser-en-ra Khayan (Oba imena pronađena zajedno na skarabu.)
5. Apopi (Tri različita pred-imena:  Aawoserra, Aaqenenra i Nebkhepeshra.)
6. Aa-sech-ra Khamudy (Svako ime pronađeno zasebno.)

Iako se semitsko ime Jakob (Ya'iqob) pojavljuje u obliku imena Yaqob-her kao ime mogućeg trećeg vladara Hiksa, potrebno je tome imenu pristupiti s oprezom kao što je to učinio Gardiner u svome djelu Egypt of the Pharaohs, gdje je zapisao "teško je odbaciti prihvaćeno mišljenje da se slavila uspomena na patrijarha Jakoba". Popularna imena često se ponovno pojavljuju kroz duga razdoblja. 
U slučaju petorice vladara s gornjeg popisa pred-ime i ime se obično nalaze zapisani zajedno. Nije jasno predstavljaju li jednog vladara koji je promijenio svoje pred-ime ili predstavljaju li tri različita vladara. U Cambridge Ancient Historyju (CAH) navodi se da je nasljednik "Aweserra" Apophisa bio još jedan "Apophis", koji je nosio pred-ime Aa-qenen-re. Prvi vladar s popisa nije naveden u CAH (Hayes sugerira da su on i drugi vladar s popisa možda bili ista osoba), a Apophis II. je dodan pri kraju popisa. To čini ukupno šest Hiksa, vladara petnaeste dinastije. CAH slijedi Josephusov grčki prijevod Manetha pri korištenju starijeg, iskrivljenog oblika imena "Apophis". Gardiner pak piše da su postojala tri kralja s imenom Apopi. O tome se još uvijek raspravlja.

## Je li bilo invazije Hiksa?
Manetho navodi hordu naoružanih barbara koji su naišli na vrlo malen otpor i pokorili zemlju vojnom silom. Tvrdilo se da su nove, revolucionarne ratovanja Hiksima osigurale pobjedu. U knjizi The Rise and Fall of the Middle Kingdom in Thebes, Herbert E. Winlock opisuje nova oružja kao što su kompozitni (uslojeni) luk, poboljšanje refleksnog luka i, najvažnije, ratna kočija. Navode se i poboljšani šiljci strijela, razne vrste mačeva i bodeža, nova vrsta štita, oklopi od veriga i metalne kacige.
Tradicionalno je mišljenje da je invazije bilo; trajala je nekoliko godina i nije bila organiziran napor neke strane države nego migracija određenih grupa, plemena i skupina plemena koja su imala pristup novim i boljim oružjima koja su razvijena dublje u Aziji, te su se njima poslužila da osvoje bogat komad zemlje na kojem će se nastaniti. No, u posljednjim desetljećima, teorija jednostavne migracije, s malo ili nimalo nasilja, dobila je nešto podrške. Po toj teoriji egipatski vladari nisi uspjeli zaustaviti došljake uglavnom jer su bili nesposobni ili prezauzeti unutrašnjim problemima. U jednom su trenutku stranci, čija je elita možda već i vladala u ime faraona, shvatili da ne trebaju biti poslušni i plaćati poreze slabom kralju te su sami preuzeli naslov faraon (na sjeveru zemlje Hiksi se nikada nisu probili na jug).
Oni koji podržavaju ovu mirniju teoriju tvrde da u ovom razdoblju postoji mnogo dokaza o bitkama ili bilo kakvim ratovima. Također smatraju da ratna kočija nije igrala veliku ulogu, pa stoga Hiksi nisu bili u znatnijoj tehnološkoj prednosti. S druge strane teorija invazije se temelji na: 
- (a) tradicionalnom Manethovom objašnjenju;
- (b) činjenici da je kočija bila nova tehnologija koja se širila iz Središnje Azije te da postoje i drugi navodi o invazijama nomadskih ili polunomadskih plemena na kočijama između 1700. – 1300. pr. Kr., kao što su bili Hurijci na Bliskom Istoku i Arijci u Indiji. S tim da su posebno Hurijci bili aktivni baš negdje u vrijeme pojave Hiksa;
- (c) činjenici da je ratna kočija postala glavno oružje tog razdoblja, oružje plemenitaša i vladara, te jedan od najvažnijih simbola moću u Euroaziji, jer su se kraljevi i bogovi u Mikenskoj Grčkoj, Indiji, Mezopotamiji, istočnoj Europi i Kini počeli prikazivati na kočijama, pokapati u kočijama i uvijek ići u rat na kočijama. S tako važnim novim oružjem, zagovarači teorije invazije smatraju da bi bilo čudno da su Hiksi mirno ušli u sjeverni Egipat iz Azije, tj. da su poznavali tehnologiju kočija, ali su je odlučili ne koristiti.

## Opseg i priroda vladavine Hiksa
Kraljevstvo Hiksa bilo je u istočnoj Delti Nila i ostalo je ograničene veličine, nikad se nije širilo na jug prema Gornjem Egiptu koji je bio pod čvrstom kontrolom vladara iz Tebe. Veze Hiksa s jugom bile su uglavnom komercijalne prirode, iako se čine da su prinčevi iz Tebe u jednom periodu priznali Hikse kao vladare te im možda čak plaćali danak. Vladari Hiksa petnaeste dinastije vladali su iz Memphisa i ljetne rezidencije Avarisa.
Mnogi pisci smatraju sve veću upotrebu skaraba te njihovu široku rasprostranjenost za vrijeme petnaeste dinastije dokazom njihove sve veće pismenosti kako su s vremenom poprimali sve više egipatske kulture. Hiksi su koristili egipatske titule koje su označavale vladare, uzeli su egipatskog boga Seta kao svoje titularno božanstvo. Znači nisu bili nositelji posebne kulture Hiksa, nego su posuđivali od Egipćana. Štoviše, čini se da je administracija Hiksa bila prihvaćena, a možda čak i podržavana od mnogih egipatskih podanika. Drugo je mišljenje da su, unatoč napretku koji je donijela stabilna politička situacija, Egipćani su i dalje u Hiksima i dalje vidjeli omrznute Azijate. Kada su napokon istjerani iz Egipta izbrisani su svi podaci o njihovoj vladavini. Povijest pišu pobjednici, a u ovome su slučaju pobjednici bili vladari osamnaeste dinastije, domaće dinastije, izravnih nasljednika tebanske sedamnaeste dinastije. Vladari sedamnaeste dinastije započeli su i održavali rat protiv Hiksa. Vladari iz Tebe demonizirali su azijatske vladare na sjeveru, time su opravdali kasnije uništavanje njihovih spomenika. Povijesna istina vjerojatno leži između tih dviju krajnosti: dinastije Hiksa predstavljali su strance koji su donekle prihvatili egipatsku kulturu i bili su tolerirani ali ne i u potpunosti prihvaćeni od domaćeg egipatskog stanovništva.
Ipak, čini se da su vladari iz Tebe uspjeli naći praktičan način suživota s kasnijim vladarima Hiksa. To je uključivalo pravo prijelaza Srednjeg i donjeg Egipta, koje su kontrolirali Hiksi, te pravo na ispašu u plodnoj Delti.

## Tebanska ofenziva

### Za vrijeme vladara pod imenom Seqenenra Tao (II.)
Rat protiv Hiksa započeo je u posljednjim godinama sedamnaeste dinastije iz Tebe. Kasnija književnost nove države dovela je u vezu jednog od tebanskih vladara, Seqenenra Tao (II.), u kontakt s istovremenim vladarom Hiksa na sjeveru, Aauserra Apopi. Postoji priča prema kojoj je vladar Hiksa Apopi poslao glasnika Seqenenri u Tebu sa zahtjevom da se unište tebanski nilski konji, jer se zbog njihove buke ne može spavati u dalekom Avarisu. Možda je jedina povijesna informacija koja se može izvući iz ove priče ta da Egipat bio podijeljena zemlja, da je područje pod kontrolom Hiksa bilo na sjeveru te da je moguće da je cijeli Egipat plaćao danak Hiksima.
Seqenenra je sudjelovao u diplomatskim razmjenama, koje su se nisu sastojale samo od izmjenjivanja uvreda s azijatskim vladarom na sjeveru. Čini se da je vodio vojne okršaje protiv Hiksa, a sudeći po teškoj rani na glavi njegove mumije, moguće je da je i poginuo u jednom od njih. Njegovom se sinu i nasljedniku Wadjkheperra Kamose, posljednjem vladaru sedamnaeste dinastije, pripisuje se pokretanje tebanskog rata protiv Hiksa.
Možda bi trebalo spomenuti da se Seqenenra Tao spominje kao legendarni Hiram Abif u Knjizi Hiramov ključ autora Christophera Knighta i Roberta Lomasa, Hiram Abif (glavni mason hrama kralja Solomona može se dovesti koristeći masonsku predaju dovesti u vezu sa Seqenenraom.

### Za vrijeme Kamosea
Malo je dokaza koji bi potvrđivali tvrdnju koju je Montet' iznio u knjizi Eternal Egypt (1964) da je rat koji je pokrenuo Kamose bio sponzoriran od svećenika boga Amona kao napad na štovatelje Seta na sjeveru (znači da je rat pokrenut iz vjerskih razloga). Postoji zapis koji tvrdi da je Kamose krenuo na sjever po naredbi Amona, titularnog božanstva dinastije, ali to je možda samo hiperbola uobičajena gotovo svim egipatskim vladarskim zapisima i ne bi se trebala shvatiti kao da je bog izričito naredio napad iz izričito vjerskih razloga. Kamoseov razlog bio je nacionalistički ponos jer na istom zapisu stoji tvrdnja da se nalazi prikliješten u Tebi između Nubijaca (Sudanaca) na jugu, i azijata na sjeveru, od kojih "svaki drže dio Egipta, dijeleći zemlju sa mnom... Moja je želja spasiti Egipat i poraziti azijate!". Tako je, u trećoj godini svoje vladavine, Kamose zaplovio na sjever od Tebe na čelu svoje vojske.
Iznenadio je i pregazio najjužniji garnizon Hiksa kod Nefrusya, sjeverno od Cusae [blizu današnjeg Asyuta], a zatim je poveo svoju vojsku na sjever do neposredne blizine Avarisa. Iako nisu zauzeli grad, Tebanci su uništili polja oko njega. Zapis na ploči pronađenoj u Tebi govori o presretanju i zarobljavanju glasnika koji je nosio poruku od vladara Hiksa Aawoserra Apopija vladaru Kuša (današnji Sudan), u kojem traži njegovu hitnu pomoć. Kamose je odmah odredio da odred njegove vojske zauzme Oazu Bahriya u zapadnoj pustinji, čime su preuzeli kontrolu i blokirali pustinjski put na jug. Kamore, kojeg se naziva i "Snažni", je tada otplovio natrag i Tebu da proslavi pobjedu, iako je njegov pohod vjerojatno bio samo provala koja je zatekla Hikse nespremnima. Jedino ta, treća, godina svjedoči o Kamoseu.
Do kraja vladavine Aawoserra Apopija, jednog od posljednjih vladara Hiksa, njihova je vojska povučena na sjever i preraspodijeljena na ulazu u Fayyum kod Atfiha. Taj je veliki vladar Hiksa nadživio svog egipatskog suvremenika Seqenenra Taoa II., a bio je još uvijek na prijestolju (makar mnogo manjeg kraljevstva) nakon kraja Kamoseove vladavine. Posljednji Vladar Hiksa (ili vladari) iz petnaeste dinastije nesumnjivo je imao kratku vladavinu jer pada u razdoblje prve polovice vladavine Ahmosea I., Kamoseovog nasljednika i osnivača osamnaeste dinastije.

### Za vrijeme Ahmosea
Ahmose, prvi vladar osamnaeste dinastije, je moža bio na prijestolju neko vrijeme prije nego što je nastavio rat protiv Hiksa. 
Pojedinosti o njegovim vojnim pohodima uzete su iz zapisa na zidovima grobnice drugog Ahmosea, vojnika iz El-Kaba, grada u južnog gornjem Egiptu, čiji je otac služio pod Seqenenra Taom II. i čija je obitelj dugo bila na položaju Nomarha u tom području. Čini se da je bilo potrebno nekoliko pohoda na Avaris prije nego što su Hiksi istjerani iz donjeg Egipta. Nije poznato kada se točno dogodilo. Neki smatraju da se to dogodilo već u četvrtoj godini Ahmnoseove vladavine, dok Donald Redford, čija se kronološka struktura ovdje koristi, smatra da se to dogodilo tek u petnaestoj godini njegove vladavine. Vojnik Ahmose izričito napominje da je pješke pratio vladara Ahmosea dok se on vozio u svojoj ratnoj kočiji. To je prvo spominjanje upotrebe kočije i konja kod Egipćana. U opetovanim borbama oko Avarisa, vojnik je zarobljavao suparnike zbog čega mu je triput dodijeljeno "Zlato hrabrosti". Sam pad Avarisa spominje se samo kratko:  "Tada je Avaris opljačkan. Tada sam iz njega iznio plijen: jednog muškarca, tri žene, ukupno četiri osobe. Tada ih mi je njegovo veličanstvo darovalo kao robove."
Nakon pada Avarisa Egipćani su progonili Hikse preko sjevernog Sinaja u južni Kanaan. Tamo je utvrđeni grad Sharuhen, u pustinji Negev između Rafaha i Gaze, sravnjen nakon, kao što navodi vojnik iz El-Kaba, trogodišnje opsade. Koliko se brzo nakon pada Avarisa dogodio ovaj pohod nije pouzdano poznato. Moglo bi se zaključiti da se prodor u Canaan dogodio relativno brzo nakon istjerivanja Hiksa iz Avarisa, ali, ako se uzme u obzir dugo razdoblje borbi prije pada Avarisa i moguće, višegodišnjih akcija prije nego što su Hiksi bili stjerani u Sharuhen, kronološki slijed ipak ostaje nepoznanica.

## Hiksi u kasnijim razdobljima
Hiksi su nastavili igrati ulogu u egipatskoj literaturi kao sinonim za "azijatski" sve do helenističkih vremena. Pojam se često koristio za opisivanje skupina poput Židova koji su bili naseljeni u Asuanu ili Delti, a to je možda navelo egipatskog svećenika i povjesničara Manetha da poveže dolazak Hiksa s boravkom Josipa i njegove braće u Egiptu. To je pak pomoglo suvremenim povjesničarima da povežu progon Hiksa s knjigom izlaska.
Čini se da postoje prilično jasni dokazi da su vladari devetnaeste dinastije imali neke veze s Hiksima.
- Ramzes I. imao je nasljedna imanja u blizini Avarisa.
- Seti I. proslavio je 400. obljetnicu štovanja Seta (Hiksi su Seta poistovjećivali s Baalom).
- Ramzes II.dao je semitsko ime jednoj od svojih najdražih kćeri (Bint Anath).
- Svi rani Ramesidi davali su Azijatima istaknute položaje u civilnoj upravi.
- Vrijeđanje Hiksa, prisutno tijekom prvog dijela osamnaeste dinastije, gotovo potpuno nestaje.
- Faraon Ramzes II. premjestio je svoju prijestolnicu natrag u Avaris - i dao joj ime po sebi (Pr Ramzes).

Nakon kaosa kraja devetnaeste dinastije, prvi vladari dvadesete dinastije ponovno su potakli mržnju prema Hiksima da bi ojačali reakciju domaćeg stanovništva prema azijatskim naseljenicima na sjeveru, koji su u tom razdoblju možda ponovno izgnani iz zemlje.
Grcima je bila poznata priča o Hiksima, pokušali su je uklopiti u vlastitu mitologiju progonstvom Belusa (Baal) i kćeri Danaosa, što se povezuje s podrijetlom dinastija Argiva.
U dijelima Antiquities of the Jews i Against Appion, Josephus navodi iskrivljenu priču koja navodno potječe od Manetha, u kojoj se poistovjećuje izbacivanje Židova i Hiksa s izbacivanjem skupine azijatkih gubavaca koje je vodio odmetnuti egipatski svećenik Osarseph. Čini se da je ova priča zbir događaja iz razdoblja Amarna, prijašnjeg progona Hiksa, i doagađaja s kraja devetnaeste dinastije. Josephus je također odgovoran za krivu etimologiju po kojoj pojam Hiksi zapravo znači Hekw Shasu – lutajući kraljevi pastira. – što su ispravili tek suvremeniji znanstvenici.